# Comuna Korotcenkove, Șostka
Korotcenkove (în ucraineană Коротченкове) este o comună în raionul Șostka, regiunea Sumî, Ucraina, formată din satele Korotcenkove (reședința), Ostroușkî și Svirj.

## Demografie
Componența lingvistică a comunei Korotcenkove
     Ucraineană (78,17%)
     Rusă (19,57%)
     Belarusă (2,15%)
Conform recensământului din 2001, majoritatea populației comunei Korotcenkove era vorbitoare de ucraineană (78,17%), existând în minoritate și vorbitori de rusă (19,57%) și belarusă (2,15%).